# Callambulyx schintlmeisteri
Callambulyx schintlmeisteri is een vlinder uit de familie van de pijlstaarten (Sphingidae). De wetenschappelijke naam van de soort werd in 1997 gepubliceerd door Ronald Brechlin.